# Prob
Mark Avrelij Prob (latinsko Marcvs Avrelivs Probvs) je bil od okoli junija 276 do septembra 282 cesar Rimskega cesarstva, * 19. avgust 232, Sirmij, Spodnja Panonija, † september 282, Sirmij, Spodnje Panonija.
Bil je aktiven in uspešen general in natančen uradnik. Med njegovim šestletnim vladanjem so notranje rimske province doživele razcvet, na skoraj celi meji cesarstva pa so v državo stalno vdirala barbarska plemena.
Po izgonu zunanjih sovražnikov cesarstva je bil Prob prisiljen spopasti se z več notranjimi upori. Kjer je bilo mogoče, je bil do premaganih prizanesljiv in zmeren. Med svojim vladanjem je skrbno vzdrževal fasado ustavne avtoritete rimskega senata.
Po zmagi nad Germani je obnovil strare utrdbe cesarja Hadrijana na meji med Donavo in Renom in zavaroval Agri decumates, ozemlje med Gornjo Germanijo in Retijo. Od premaganih je zahteval plačevanje davka in ljudi za ponovno naselitev izpraznjenih provinc znotraj cesarstva in zagotavljanje ustrezne obrambe meja. Prob je bil kljub temu, da je bil priljubljen, ubit v uporu vojakov med pripravami na perzijsko vojno, ki jo je izvedel njegov naslednik Kar.

## Življenje
Prob je bil rojen v Sirmiju v Spodnji Panoniji med letoma 230 in 235. Natančen datum ni znan. Po Aleksandrijski kroniki je bil rojen leta 232.

### Vojaška kariera
V vojsko je vstopil okoli leta 250, ko je postal polnoleten. Hitro je napredoval in si prislužil več visokih vojaških odlikovanj. Cesar Valerijan ga je zaradi njegove stalne  pripravljenosti še zelo mladega  imenoval za vojaškega tribuna. Imenovanje je utemeljil s Probovim  prispevkom k zmagi nad Sarmati na meji Ilirika. V kaotičnih letih Valerijanove vladavine je bila Ilirija edina provinca, ki so jo častniki, kot so bili Klavdij, Avrelijan in Prob, obvladovali. Zadržali so barbare, medtem ko so Galijo preplavili Franki, Retijo Alemani, Trakijo in Sredozemlje Goti in vzhodne province Šapur I. Prob se je povzpel med najvišje Avrelijanove poročnike in leta 273 ponovno osvojil Egipt, ki ga je zasedla Zenobija. Cesar Tacit je po prihodu a prestol leta 275 imenoval Proba za vrhovnega načelnika Vzhoda in mu podelil izjemna pooblastila za varovanje nevarne vzhodne meje cesarstva. Četudi podrobnosti niso opisane, naj bi se Prob pred imenovanjem za cesarja uspešno vojskoval na skoraj vseh mejah cesarstva. Za cesarja so ga po Tacitovi smrti leta 276 imenovali njegovi vojaki v taboru v Anatoliji.

### Cesar
Za cesarja se je razglasil tudi Tacitov polbrat Florijan in prevzel poveljstvo Tacitove vojske v Mali Aziji, vendar so ga v gorah Kilikije ubili njegovi vojaki po neodločni kampanji proti Probu. V nasprotju s Florijanom, ki je ignoriral želje senata, je Prob svojo zahtevo po cesarskem položaju spoštljivo predal rimskemu senatu. Senat jo je z navdušenjem potrdil. Prob je zatem odšel na zahod, leta 277 ob spodnji Donavi porazil Gote in dobil vzdevek Gotski. Goti so po porazu sklenili mirovni sporazum s cesarstvom.
Leta 278 je Prob uspešno vodil kampanjo v Galiji proti Alemanom in Lugom. Obe plemeni sta prodirali po dolini Neckarja in vdrli čez Ren na rimsko ozemlje. Medtem so njegovi generali premagali Franke in preusmerili operacije na  čiščenje Galije germanskih napadalcev. Prob je bil za uspehe nagrajen z naslovoma Gothicus Maximus in Germanicus Maximus. Poročila kažejo, da je bilo med Probovo kampanjo ubitih 400.000 kjudi. Lugi so bili v celoti iztrebljeni.
Po porazu germanskih napadalcev na Galijo je Prob prečil Ren in na uspešnem pohodu prisilil germanska plemena, da se uklonijo. Po pohodu je popravil starodavne utrdbe, ki jih je postavil Hadrijan na ozemlju Švabske v ranljivem prostoru med Renom in Donavo. Še pomembneje je, da je Prob od premaganih plemen izsilil davek v delovni sili. Prvi v rimski zgodovini je barbare v velikem številu naselil znotraj cesarstva. V rimskih provincah se je namreč v krizi tretjega stoletja zaradi vojn, bolezni, kaotične uprave,  visokih davkov in obsežnega rekrutiranja v rimsko vojsko število prebivalcev znatno zmanjšalo. Kolonije barbarov so vsaj za nekaj časa pomagale obnoviti kmetijstvo in obrambo meja cesarstva.
Vojaško disciplino, ki jo je ponovno vzpostavil Avrelijan, so gojili in širili tudi pod Probom, ki pa je bil mnogo manj okruten. Prob načelno nikoli ni dovolil brezdelja vojakov in jih je v mirnem času zaposlil za koristna dela. V Galiji, Panoniji in drugod so sadili vinograde, da bi v teh opustošenih provincah ponovno zagnali gospodarstvo.
Po Zosimu je bil Prob leta 279–280 v Retiji, Iliriku in Likiji, kjer se je vojskoval z Vandali. V tem času so njegovi generali porazili  Blemije v Egiptu. Takrat ali med njegovim prejšnjim poveljevanjem v Egiptu je ukazal obnovo utrdb in kanalov ob Nilu, kjer je bilo središče pridelave žita za cesarstvo.
V letih  280–281 je usmrtil tri uzurpatorje: Julija Saturnina, Prokula in Bonoza. Obseg uporov ni znan, nekaj dokazov pa kaže, da niso bili majhni lokalni upori. Za njimi je zatrl upor neimenovanega upornika v Britaniji s pomočjo nekega Viktorina, ki je kasneje postal konzul za leto 282. Pozimi 281 je bil v Rimu, kjer je praznoval svoj še kako zasluženi triumf.
Prob je nameraval začeti vzhodno kampanjo, odloženo zaradi uporov na zahodu. Leta 282 je zapustil Rim in odpotoval v Sirmij, svoje rojstno mesto.

### Umor
O Probovi smrti obstajajo različni zapisi. Po besedah Ivana Zonare so poveljnika pretorske garde Marka Avrelija Kara za cesarja razglasili njegovi vojaki bolj ali manj proti njegovi volji.
Prob je proti uzurpatorju poslal del svoje vojske, ki je prestopila na nastrotno stran in podprla Kara. Vojaki, ki so mu še ostali, so ga septembra ali oktobra 282 v Sirmiju umorili. V drugih virih so Proba ubili vojaki, ki so se uprli služiti v civilne namene, na primer za izsuševanje močvirij. Po Probovi smrti je bil za cesarja uradno razglašen Kar, ki je maščeval umor svojega predhodnika.

## Zapuščina
Po Gibonovem mnenju, ki v veliki meri izhaja iz Avgustejske zgodovine, je bil Prob zadnji dobrohotni ustavni rimski cesar, medtem ko je njegov naslednik Kar (vladal 282-284) preprosto ignoriral potrditev svojega naslova v rimskem senatu. Njegov naslednik Dioklecijan (vladal  284-305) je šel še korak dlje in sprejel ukrepe za spodkopavanje njegove avtoritete, vzpostavil avtokratsko oblast in božanski izvor cesarske oblasti. Po Dioklecijanovih reformah ni rimski senat nikoli več imel aktivne vloge v upravljanju cesarstva. Na vojaškem področju so Probove zmage nadaljevale uspehe ilirskih vojaških cesarjev, ki so se začeli s Klavdijem Gotskim, ki je obnovil rimsko premoč po porazih v krizi tretjega stoletja.

## Družinsko drevo
|                                                             |                                                             |                                                             |                                                             |                                                             |                                                             |  |  |                                         |                                         |                                         |                                         |                                         |                                         |  |  |                           |                           |                           |                           |                           |                           |  |  |                           |                           |                           |                           |                           |                           |  |  |                            |                            |                            |                            |                            |                            |  |  |                                                     |                                                     |                                                     |                                                     |                                                     |                                                     |  |  |  |  |  |  |  |  |  |  |  |  |  |  |  |  |  |  |  |  |  |  |  |  |  |  |  |  |  |  |  |  |  |  |
|                                                             |                                                             |                                                             |                                                             |                                                             |                                                             |  |  |                                         |                                         |                                         |                                         |                                         |                                         |  |  |                           |                           |                           |                           |                           |                           |  |  |                           |                           |                           |                           |                           |                           |  |  |                            |                            |                            |                            |                            |                            |  |  |                                                     |                                                     |                                                     |                                                     |                                                     |                                                     |  |  |  |  |  |  |  |  |  |  |  |  |  |  |  |  |  |  |  |  |  |  |  |  |  |  |  |  |  |  |  |  |  |  |
| predhodnji Avrelijan rimski cesar 270-275 ∞ Ulpija Severina | predhodnji Avrelijan rimski cesar 270-275 ∞ Ulpija Severina | predhodnji Avrelijan rimski cesar 270-275 ∞ Ulpija Severina | predhodnji Avrelijan rimski cesar 270-275 ∞ Ulpija Severina | predhodnji Avrelijan rimski cesar 270-275 ∞ Ulpija Severina | predhodnji Avrelijan rimski cesar 270-275 ∞ Ulpija Severina |  |  | Mark Klavdij Tacit rimski cesar 275-276 | Mark Klavdij Tacit rimski cesar 275-276 | Mark Klavdij Tacit rimski cesar 275-276 | Mark Klavdij Tacit rimski cesar 275-276 | Mark Klavdij Tacit rimski cesar 275-276 | Mark Klavdij Tacit rimski cesar 275-276 |  |  | Florijan rimski cesar 276 | Florijan rimski cesar 276 | Florijan rimski cesar 276 | Florijan rimski cesar 276 | Florijan rimski cesar 276 | Florijan rimski cesar 276 |  |  | Prob rimski cesar 276-282 | Prob rimski cesar 276-282 | Prob rimski cesar 276-282 | Prob rimski cesar 276-282 | Prob rimski cesar 276-282 | Prob rimski cesar 276-282 |  |  | Kar rimski cesar 282-283   | Kar rimski cesar 282-283   | Kar rimski cesar 282-283   | Kar rimski cesar 282-283   | Kar rimski cesar 282-283   | Kar rimski cesar 282-283   |  |  | naslednji Dioklecijan rimski cezar 284-305 ∞ Priska | naslednji Dioklecijan rimski cezar 284-305 ∞ Priska | naslednji Dioklecijan rimski cezar 284-305 ∞ Priska | naslednji Dioklecijan rimski cezar 284-305 ∞ Priska | naslednji Dioklecijan rimski cezar 284-305 ∞ Priska | naslednji Dioklecijan rimski cezar 284-305 ∞ Priska |  |  |  |  |  |  |  |  |  |  |  |  |  |  |  |  |  |  |  |  |  |  |  |  |  |  |  |  |  |  |  |  |  |  |
| predhodnji Avrelijan rimski cesar 270-275 ∞ Ulpija Severina | predhodnji Avrelijan rimski cesar 270-275 ∞ Ulpija Severina | predhodnji Avrelijan rimski cesar 270-275 ∞ Ulpija Severina | predhodnji Avrelijan rimski cesar 270-275 ∞ Ulpija Severina | predhodnji Avrelijan rimski cesar 270-275 ∞ Ulpija Severina | predhodnji Avrelijan rimski cesar 270-275 ∞ Ulpija Severina |  |  | Mark Klavdij Tacit rimski cesar 275-276 | Mark Klavdij Tacit rimski cesar 275-276 | Mark Klavdij Tacit rimski cesar 275-276 | Mark Klavdij Tacit rimski cesar 275-276 | Mark Klavdij Tacit rimski cesar 275-276 | Mark Klavdij Tacit rimski cesar 275-276 |  |  | Florijan rimski cesar 276 | Florijan rimski cesar 276 | Florijan rimski cesar 276 | Florijan rimski cesar 276 | Florijan rimski cesar 276 | Florijan rimski cesar 276 |  |  | Prob rimski cesar 276-282 | Prob rimski cesar 276-282 | Prob rimski cesar 276-282 | Prob rimski cesar 276-282 | Prob rimski cesar 276-282 | Prob rimski cesar 276-282 |  |  | Kar rimski cesar 282-283   | Kar rimski cesar 282-283   | Kar rimski cesar 282-283   | Kar rimski cesar 282-283   | Kar rimski cesar 282-283   | Kar rimski cesar 282-283   |  |  | naslednji Dioklecijan rimski cezar 284-305 ∞ Priska | naslednji Dioklecijan rimski cezar 284-305 ∞ Priska | naslednji Dioklecijan rimski cezar 284-305 ∞ Priska | naslednji Dioklecijan rimski cezar 284-305 ∞ Priska | naslednji Dioklecijan rimski cezar 284-305 ∞ Priska | naslednji Dioklecijan rimski cezar 284-305 ∞ Priska |  |  |  |  |  |  |  |  |  |  |  |  |  |  |  |  |  |  |  |  |  |  |  |  |  |  |  |  |  |  |  |  |  |  |
|                                                             |                                                             |                                                             |                                                             |                                                             |                                                             |  |  |                                         |                                         |                                         |                                         |                                         |                                         |  |  |                           |                           |                           |                           |                           |                           |  |  |                           |                           |                           |                           |                           |                           |  |  | Karin rimski cesar 282-284 | Karin rimski cesar 282-284 | Karin rimski cesar 282-284 | Karin rimski cesar 282-284 | Karin rimski cesar 282-284 | Karin rimski cesar 282-284 |  |  | Galerija Valerija                                   | Galerija Valerija                                   | Galerija Valerija                                   | Galerija Valerija                                   | Galerija Valerija                                   | Galerija Valerija                                   |  |  |  |  |  |  |  |  |  |  |  |  |  |  |  |  |  |  |  |  |  |  |  |  |  |  |  |  |  |  |  |  |  |  |

### Primarni viri
- Avrelij Viktor, Epitome de Caesaribus
- Evtropij, Breviarium ab urbe condita
- Historia Augusta, Life of Probus
- Ivan Zonara, Compendium of History extract: Zonaras: Alexander Severus to Diocletian: 222–284
- Zosim, Historia Nova

### Sekundarni viri
- Mc Mahon, Robin, "Probus (276–282 A.D.) and Rival Claimants (Proculus, Bonosus, and Saturninus) of the 280s", DIR
- Dennis, Anthony J., "Antoniniani of the Roman Emperor Probus", Vol. 9, No. 11 The Celator, november 1995.
- Fittschen, Klaus; Zanker, Paul (1985). Katalog der römischen Porträts in den Capitolinischen Museen und den anderen kommunalen Sammlungen der Stadt Rom. 1. Kaiser-und Prinzenbildnisse [Catalogue of Roman Portraits in the Capitoline Museums and other Municipal Museums of the City of Rome] (v nemščini). Mainz: Philipp von Zabern. ISBN 3-8053-0596-6.
- Jones, A.H.M.; J.R. Martindale; J. Morris (1971). The Prosopography of the Later Roman Empire Volume 1: A.D. 260–395. Cambridge University Press. ISBN 0-521-07233-6.

- McCann, Anna Marguerite (1968). The Portraits of Septimius Severus (A.D. 193–211). Memoirs of the American Academy in Rome. Zv. 30. American Academy in Rome, University of Michigan Press. str. 4–222. doi:10.2307/4238661. ISSN 0065-6801. JSTOR 4238661.
- Peachin, Michael (1990). Roman Imperial Titulature and Chronology, A.D. 235–284. Amsterdam: Gieben. ISBN 90-5063-034-0.
- Southern, Pat. The Roman Empire from Severus to Constantine, Routledge, 2001
- Gibbon. Edward Decline & Fall of the Roman Empire (1888)
- Wood, Susan (1987). »Child-Emperors and Heirs to Power in Third-Century Portraiture«.  V Jiří Frel; Arthur Houghton; Marion True (ur.). Ancient Portraits in the J. Paul Getty Museum: Volume 1. Occasional Papers on Antiquities. Zv. 4. Malibu, CA, US: J. Paul Getty Museum. str. 115–136. ISBN 0-89236-071-2.

Drugo
- Ta članek vključuje besedilo iz publikacije, ki je zdaj v javni domeni: Chisholm, Hugh, ur. (1911). »Probus, Marcus Aurelius«. Enciklopedija Britannica (v angleščini). Zv. 22 (11. izd.). Cambridge University Press. str. 408.

| Vladarski nazivi           | Vladarski nazivi                                                    | Vladarski nazivi       |
| -------------------------- | ------------------------------------------------------------------- | ---------------------- |
| Predhodnik: Florijan       | Rimski cesar 276–282                                                | Naslednik: Kar         |
| Politične funkcije         |                                                                     |                        |
| Predhodnik: Tacit Emilijan | Rimski konzul 277–279 z Pavlinom, Virijem Lupom in Nonijem Paternom | Naslednik: Mesala Grat |
| Predhodnik: Mesala Grat    | Rimski konzul 281–282 z Junijem Tiberijanom in Viktorinom           | Naslednik: Kar Karin   |